# Nahman Avigad

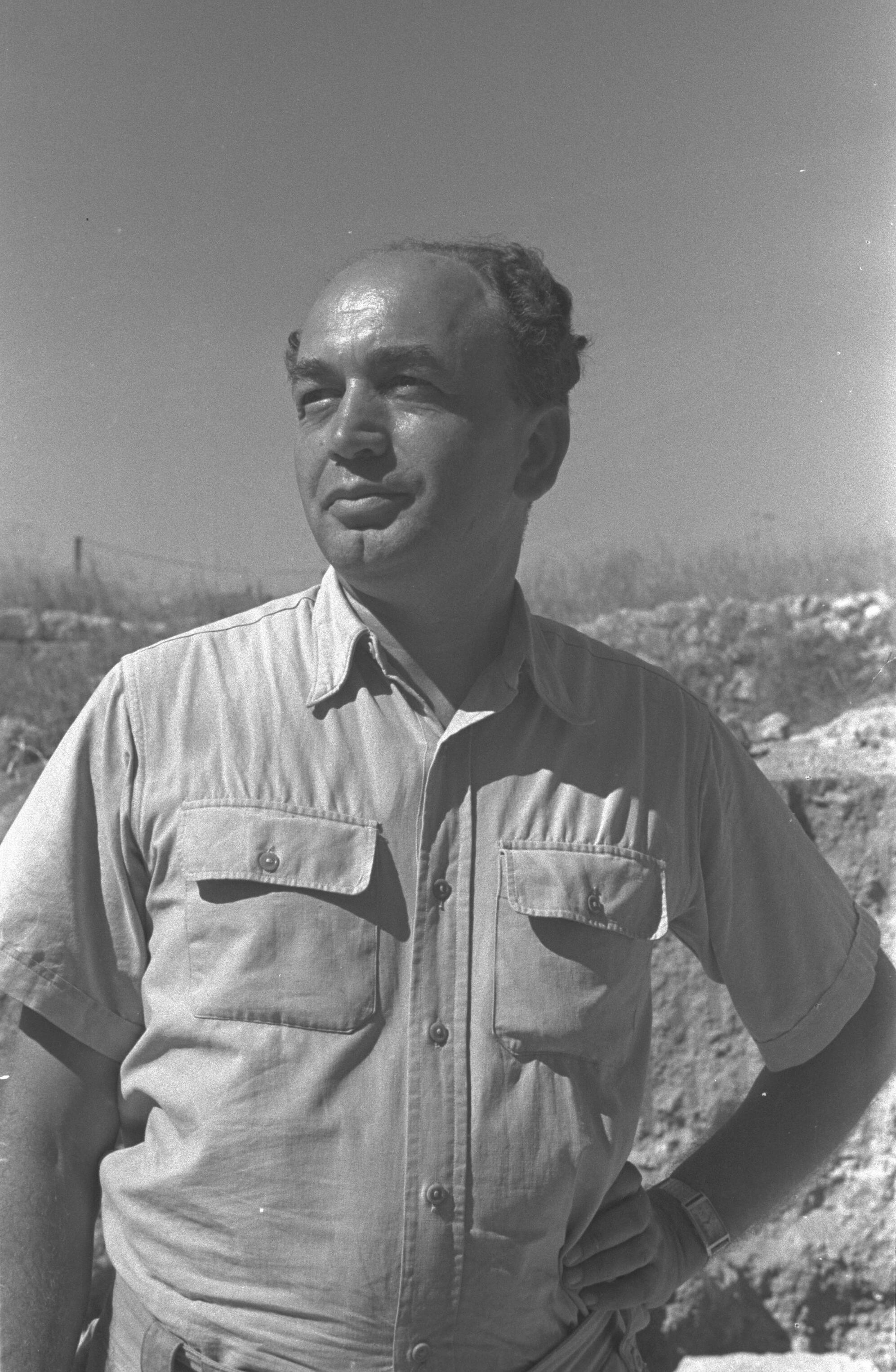
Nahman Avigad, 1950

Nahman Avigad (hebraico : נחמן אביגד, 25 de setembro de 1905 – 28 de janeiro de 1992), nascido em Zawalow, Galiza (então Áustria, hoje Zavaliv, Ucrânia), era um arqueólogo israelense.

## Biografia
Avigad estudou arquitetura no que é hoje a cidade de Brno, na República Tcheca. Avigad emigrou para a Palestina Obrigatória em 1926. Casou-se com Shulamit (née Levin) Avigad em 1928. Ele trabalhou nas escavações da sinagoga Beth Alpha e da sinagoga Hamat Gader.
Avigad obteve seu PhD em 1952, com uma dissertação sobre as tumbas do Vale do Kidron, em Jerusalém. Ele ensinou na Universidade Hebraica de 1949 e até sua aposentadoria em 1974.
Ele dirigiu a escavação em Beit She'arim a partir de 1953. Avigad também trabalhou nas escavações de Massada, o complexo de montanhas construído por Herodes, o Grande. Ele esteve envolvido na exploração de cavernas no deserto da Judéia e publicou um dos pergaminhos do Mar Morto.
Em 1969, a Avigad foi convidada a realizar a escavação do Bairro Judeu na Cidade Velha de Jerusalém, devastada pela guerra de 1948 e suas consequências. Entre as descobertas estavam o que se acreditava ser a representação mais antiga da Menorá que uma vez queimou no Segundo Templo, cortada em uma parede rebocada há 2.200 anos atrás, e a Casa Queimada, o remanescente de um edifício destruído quando Tito, o futuro imperador romano, reprimiu a Grande Revolta Judaica contra o domínio romano. Esta foi a primeira evidência física ou arqueológica da destruição descrita na obra de Flávio Joséfo. A escavação também desenterrou villas luxuosas pertencentes às classes altas de Herodianas, restos da nova igreja bizantina Nea e do Cardo de Jerusalém, uma estrada de 21 metros de largura que liga a Igreja do Santo Sepulcro e a Igreja Nea. Entre os achados mais emocionantes, estavam os remanescentes do Muro Amplo, mencionados duas vezes no Livro de Neemias. Construído para defender Jerusalém durante o reinado do rei Ezequias, no final do século VIII a.C, permanece um trecho de 24 metros de parede, com 7,0 metros de espessura, subindo da rocha a oeste do Monte do Templo. Nas proximidades, Avigad também desenterrou a Torre Israelita, um remanescente das fortificações da Idade do Ferro de Jerusalém, atestando o saque babilônico de Jerusalém em 586 a.C.
Avigad publicou muitos tópicos, principalmente sobre selos hebraicos. Um dos selos encontrados por ele em 1964 foi provisoriamente identificado como pertencente à rainha Jezabel, mencionado na Bíblia: no entanto, essa identificação é contestada por outros. Segundo o estudioso da Bíblia Frank Moore Cross, Avigad "foi o epigrafista mais distinto de Israel em sua geração, e uma das grandes figuras da história da epigrafia hebraica e judaica".

## Prêmios
- Em 1954, Avigad recebeu o Prêmio Bialik por pensamento judaico.[6]
- Em 1977, ele recebeu o Prêmio Israel, por estudos na Terra de Israel.[7]
- Em 1984, ele recebeu o prêmio Yakir Yerushalayim (Cidadão Digno de Jerusalém) da cidade de Jerusalém.[8]